# Никитин, Анатолий Андреевич
Анатолий Андреевич Никитин (1939—2002) — тракторист, полный кавалер ордена Трудовой Славы (1986).

## Биография
Анатолий Никитин родился 1 января 1939 года в деревне Руднево (ныне — Угранский район Смоленской области). После окончания начальной школы работал в колхозе. В 1959—1961 годах проходил службу в Советской Армии. Демобилизовавшись, вернулся на родину, после окончания курсов трактористов работал по специальности.
С июня 1963 года Никитин работал трактористом в совхозе «Угранский» Угранского района Смоленской области. В работе имел высокие показатели, ежегодно перевыполнял план в 1,5-2 раза, экономил горючее, при этом не снижая качества работ. Указами Президиума Верховного Совета СССР от 14 февраля 1975 года Анатолий Никитин был награждён орденом Трудовой Славы 3-й степени, от 13 марта 1981 года — 2-й степени, от 29 августа 1986 года — 1-й степени.
Активно занимался общественной деятельностью, избирался депутатом различных выборных органов.
В 1999 году Никитин вышел на пенсию. Проживал в родной деревне.
Скончался 1 марта 2002 года, похоронен на кладбище деревни Русаново Угранского района Смоленской области.
Был также награждён рядом медалей и знаков.